# Concordia Instaurata

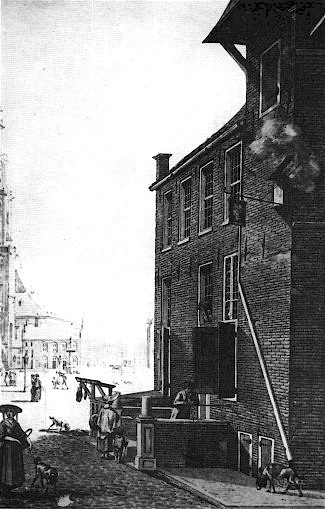
Herberg Het Gouden Hoofd omstreeks 1782

Concordia Instaurata (vertaald uit het Latijn: Herstelde Eendracht) (november 1808, april 1809) is de oudste (nog bij naam bekende) specifiek voor en door studenten opgerichte Sociëteit, destijds gevestigd in Herberg 'Het Gouden Hoofd' aan de Grote Markt, de hoek van de Guldenstraat en de Waagstraat in Groningen.

## Vóór 1808
Sinds de oprichting van de Groninger Universiteit in 1614 vertoonden de studenten aan de Groninger Academie al de drang om zich te verenigen en samen te komen. Dat gebeurde aanvankelijk vooral streekgebonden in de zogenaamde Collegia Nationalia of Nationes, zoals die van de Friezen, de Geldersen, de Overijsselsen en die van de Westfalen. Deze Collegia kwamen samen op de kaatsbaan (Kaetzebaene) waar zij hun 'Commerschen' (fuif, feestmaal of jool) hielden. Er heerste vaak bittere vijandschap tussen deze gezelschappen.

## Herbergen en Kaatsbanen
Van de herbergen en Kaatsbanen die in die tijden door de studenten werd bezocht zijn nog enige namen bekend gebleven. De belangrijkste is wel herberg 'Daniël', reeds genoemd op 5 juni 1693 en pas in 1863 opgeheven. Herberg 'Daniël' bevond zich achter het Stadhuis, in het tweede perceel van Tussen Beide Markten. Zeer oud en ook vaak vermeld is de herberg 'St. Jacob'. Verder waren 'Het Wapen van Collen', 'De Toelast' (al in 1650) maar ook later 'Prins', 'De Boer', 'De Vijgenkorff', 'Het Gouden Harte', 'Emaus' en 'Het Provinciale Coffijhuis' veelvuldig door studenten gefrequenteerd. Met de aflatende populariteit van de Collegia Nationalia in de tweede helft van de 18e eeuw nam ook het samenkomen bij bovengenoemde herbergen door deze studenten gezelschappen af. Het streekgebonden samenkomen had zijn langste tijd gehad.
De eerste tekenen hiervan zijn al terug te vinden in de Acta Senatus van de Groninger Academie van 8 december 1784; daar wordt gesproken van een specifiek voor en door studenten opgerichte Studenten Sociëteit zonder meer. Over deze eerste Sociëteit exclusief voor Studenten toegankelijk - is echter weinig meer bekend.

## Eendracht
Pas in november 1808 werd in Groningen Studenten Sociëteit 'Concordia Instaurata' opgericht in een bovenzaal van herberg 'Het Gouden Hoofd'. Sociëteit 'Concordia Instaurata' telde 52 leden maar is een half jaar na oprichting weer opgeheven wegens 'onaangenaamheden met de kastelein'. Zeven jaar later werd op 3 maart 1815 in dezelfde herberg 'Het Gouden Hoofd' de oudste en nog steeds bestaande Studenten Sociëteit in Nederland geopend: Mutua Fides.

## Zinspreuk
De zinspreuk Concordia Instaurata (vertaald uit het Latijn: 'Herstelde Eendracht') is direct terug te voeren op de tweedracht die voorheen tussen de studenten afkomstig uit de verschillende landstreken bestond. Het is een duidelijke breuk met de traditie van de Landmannschaften of, Collegia Nationalia van weleer en was bedoeld om alle studenten ongeacht afkomst bijeen te brengen. De oude zinspreuk van deze studenten sociëteit leeft vandaag de dag nog voort in de naam van het oudste Gronings studentenhuis verbonden aan het Groninger Studenten Corps Vindicat atque Polit, aan de Hereweg in Groningen.
GHBOV Ad Tempus Vitae ·
AEGEE ·
RKSV Albertus Magnus ·
F.F.J. Bernlef ·
GSMG Bragi ·
Civitas Studiosorum in Fundamento Reformato ·
Cleopatra A.S.G. ·
Concordia Instaurata ·
Dionysos ·
Literair Dispuut Flanor ·
C.S.G. Gica ·
C.S.V. Ichthus Groningen ·
Groninger Studentenorkest Mira ·
Navigators Studentenvereniging Groningen ·
Unitas Studiosorum Groningana ·
GSC Vindicat atque Polit